# هندور
هندور هي قرية في مقاطعة ماكو، إيران. يقدر عدد سكانها بـ 723 نسمة بحسب إحصاء 2016.